# Nereis filicaudata
Nereis filicaudata är en ringmaskart som beskrevs av Fauvel 1951. Nereis filicaudata ingår i släktet Nereis och familjen Nereididae.
Artens utbredningsområde är Röda havet. Inga underarter finns listade i Catalogue of Life.